# Batmóvel
O Batmóvel (Batmobile, no original) é o automóvel utilizado por Batman nas produções inspiradas nos quadrinhos da DC Comics, aparecendo como meio de transporte do herói desde os primeiros quadrinhos e seriados e ficando estacionado em uma das alas da Batcaverna, na Mansão Wayne.
O Batmóvel fez sua primeira aparição em Detective Comics #27, lançada em 1939, quando era um simples sedã e ainda não tinha nome definido, sendo chamado apenas de Carro. Posteriormente, o Batmóvel foi ganhando cores e tecnologia e passou a ser um dos veículos mais modernos e famosos da mídia.
O batmobile, o carro utilizado por “Batman” na série de televisão norte-americana dos anos sessenta, foi vendido por 3,47 milhões de euros num leilão em Scottsdale, no Estado do Arizona, no 19 de Janeiro de 2013 e foi utilizado na primeira série de televisão, entre 1966 e 1968, sendo construído por Georges Barris (1925-2015) a partir de um Lincoln Futura comprado em 1955 num ferro-velho por apenas um dólar.
Na "Trilogia Batman", dirigida por Christopher Nolan, o super-herói morcego (interpretado por Christian Bale) pilota novos modelos de Batmóveis de alta tecnologia, similares a tanques de guerra.
O primeiro Batmóvel utilizado para a promover o Homem-Morcego no leste dos EUA, é um Oldsmobile 88 modelo 1956, customizada por Forrest Robinson e Len Perham, em 1963, para uso particular Robinson. Ao tomar conhecimento do sucesso que este carro fazia, a empresa Green Acres Ice Cream, ligada à DC Comics, alugou o veículo para divulgar a revista, utilizando-o para este fim, até 1966. Após a devolução, Robinson vendeu o veículo pelo valor de US$ 200.000,00.

## Brinquedos
Diversos fabricantes optaram por fabricar pequenas réplicas dos diversos Batmobiles ao longo dos tempos.
- A Lego produziu uma versão do Batmóvel mais recente, o Tumbler. Ao todo este conjunto para ser construído conta com mais de 1869 pequenas peças de plástico.[4]
- A Hot Wheels lançou uma versão baseada no modelo da década de 1960, assim como os modelos de Batman e Batman Returns.
- Corgi Toys produziu uma gama alargada de Batmobiles desde o 'sedan' original até aos mais recentes Batmobiles dos últimos filmes. A Corgi produziu ainda o Batboat, o Red Bird & Jokermobile.
- Mego produziu o Batmobile para a sua gama World's Greatest Super Hero nos anos 70. No interior destes pequenos modelos era possível sentar dois bonecos.
- O Batmobile produzido pela Kenner's na sua coleção Super Powers Collection
- A editora Eaglemoss lançou uma revista 'Batman Automobilia' em que dá grande destaque a todos os modelos de Batmobiles ao longo dos tempos.

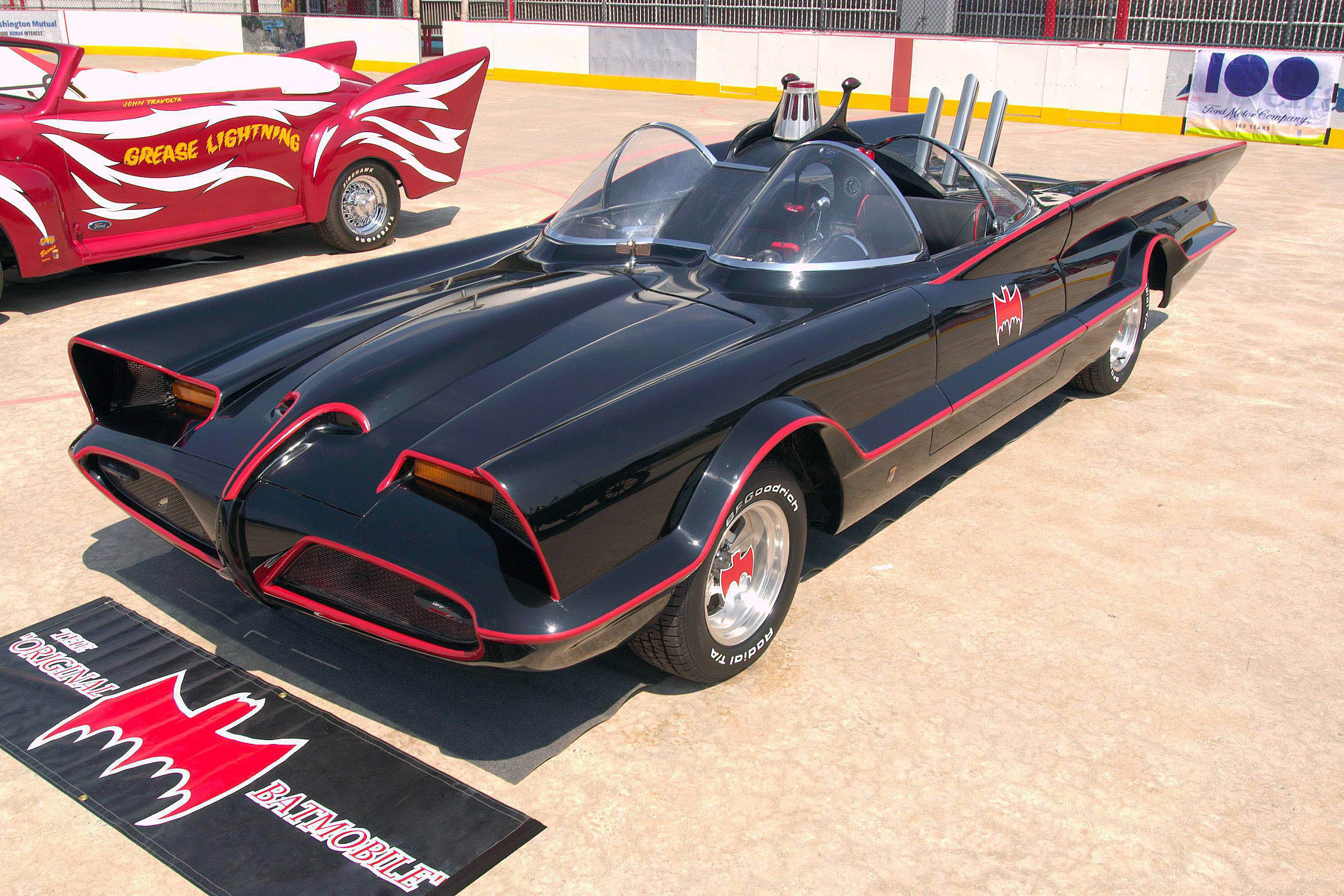
Batmóvel da década de 1960.
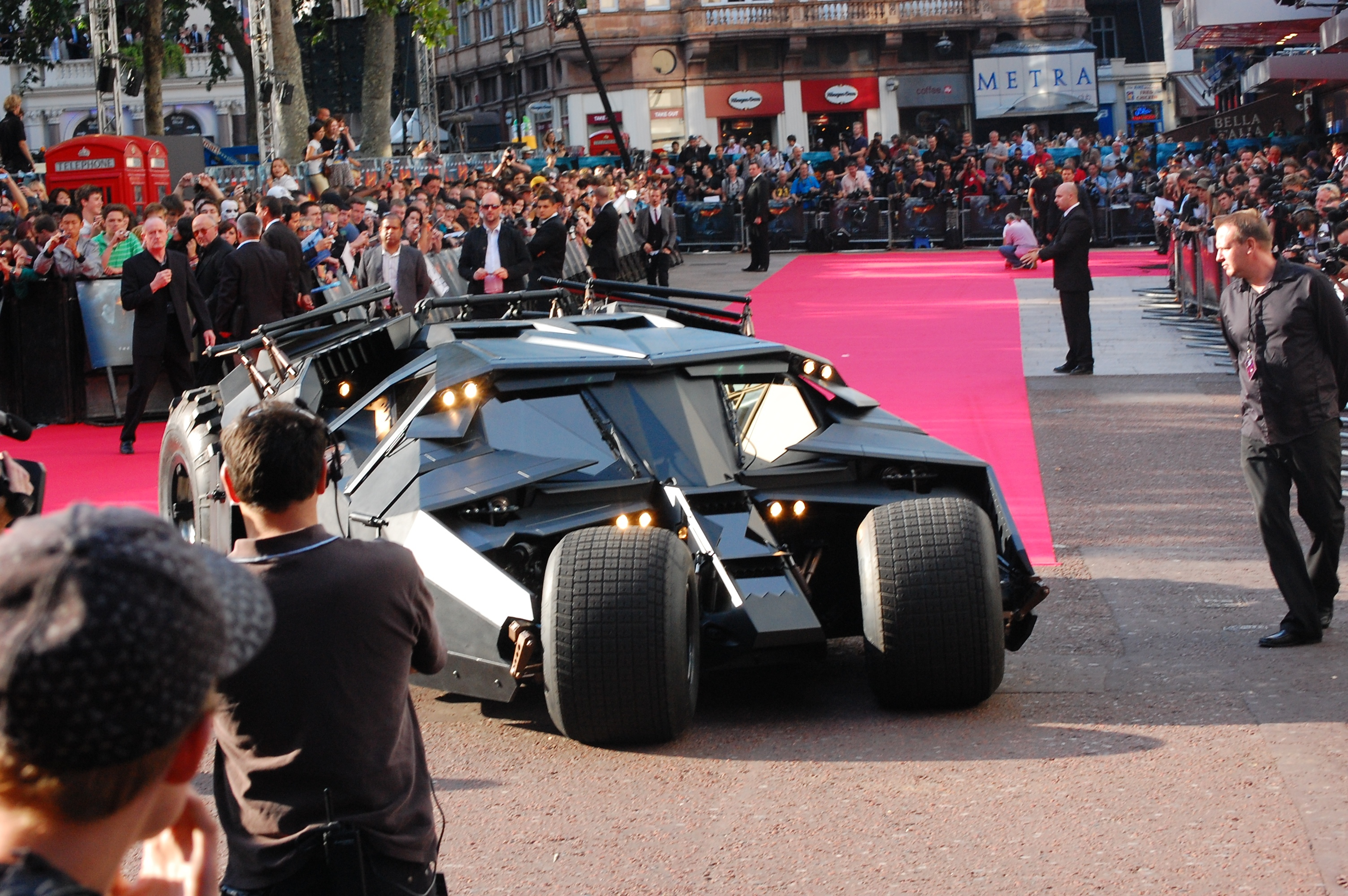
Batmóvel (ou Tumbler) de Batman Begins e The Dark Knight.
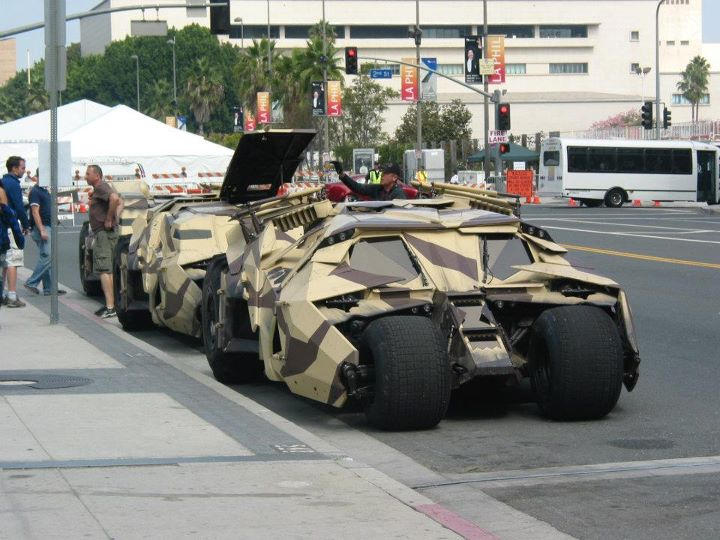
3 Batmóveis (ou Tumblers) de The Dark Knight Rises.